# Mistrzostwa Świata Siłaczy Niezawodowych 2010
Mistrzostwa Świata Siłaczy Niezawodowych 2010 (ang. Amateur Strongman World Championships) – indywidualne mistrzostwa siłaczy, rozegrane po raz pierwszy w 2010.

## Mistrzostwa Świata Siłaczy Niezawodowych
Zostały zorganizowane z zawodami Arnold Strongman Classic 2010, podczas Arnold Sports Festival, dla zawodników którzy nie brali wcześniej udziału w głównych mistrzostwach siłaczy. Zwycięzca mistrzostw (Mike Jenkins  Stany Zjednoczone) otrzymał zaproszenie do udziału w następnym roku, w profesjonalnych zawodach Arnold Strongman Classic 2011.
W zawodach wzięło udział 49 najlepszych zawodników z całego świata, wyłonionych w wyniku eliminacji krajowych.
Po rundzie eliminacyjnej dziesięciu zawodników z największą liczbą punktów zakwalifikowało się do finału. Kontzjowanego Erika Petersona ( Stany Zjednoczone) zastąpił jedenasty w kolejności Dainis Zageris.

## Polacy w Mistrzostwa Świata Siłaczy Niezawodowych
Trzech polskich zawodników wzięło udział w mistrzostwach, jednak nie zakwalifikowali się do finału:
- 20. miejsce - Mateusz Ostaszewski (kontuzjowany)
- 43. miejsce - Michał Kopacki
- 48. miejsce - Grzegorz Lichodziejewski

## Wyniki zawodów
Data: 5 marca (eliminacje), 6 marca (finał) 2010

Miejsce: Columbus, stan Ohio  Stany Zjednoczone
WYNIKI FINAŁU:
| Miejsce | Zawodnik          | Kraj              | Punkty |
| ------- | ----------------- | ----------------- | ------ |
| 1.      | Mike Jenkins      | Stany Zjednoczone | 58,14  |
| 2.      | Mike Caruso       | Stany Zjednoczone | 56,10  |
| 3.      | Alan Kliese       | Australia         | 52,75  |
| 4.      | Artis Plivda      | Łotwa             | 50,85  |
| 5.      | Ryan Bracewell    | Stany Zjednoczone | 49,14  |
| 6.      | Johnathan Hughes  | Anglia            | 48,26  |
| 7.      | Brad Ardrey       | Stany Zjednoczone | 47,61  |
| 8.      | Dainis Zageris    | Łotwa             | 47,18  |
| 9.      | Scott Cummine     | Kanada            | 44,32  |
| 10.     | Paul Vaillancourt | Kanada            | 36,22  |